# Smoke on the Water (album)
Smoke on the Water компилацијски албум британског хард рок састава Дип перпл, којег 1998. године објављује дискографска кућа, 'PGD Special Markets'.

## Списак песама
1. „Knocking at Your Back Door“ - 7:03
2. „Nobody's Home“ - 4:00
3. „Hush“ - 3:32
4. „Smoke on the Water (уживо)“ - 7:25
5. „Woman from Tokyo (уживо)“ - 4:02
6. „Wasted Sunsets“ - 4:01
7. „Gypsy's Kiss“ - 5:16
8. „Strangeways“ - 5:57
9. „Mitzi Dupree“ - 5:06
10. „Dead or Alive“ - 4:43